# Thomas Jones
Thomas Jones, född 24 september 2001, är en svensk friidrottare med specialisering på kortdistanslöpning, främst 100 meter. Han har även tävlat i 110 meter häck, kulstötning och längdhopp. Jones tävlar för Malmö AI. 
Den 14 augusti, vid SM i friidrott 2020 blev han trea på 100 meter och tog bronsmedaljen med ett nytt personbästa på 10.56 sekunder. Innan SM-tävlingarna 2020 var Jones personbästa i godkänd vind 10.73 sekunder. Vid SM i friidrott 2021 tog han silver på 100 meter med tiden 10,50.

## Personliga rekord
| Utomhus - 100 meter – 10,42 (Söderhamn, Sverige 28 juli 2023) - 110 meter häck – 15,08 (Halmstad, Sverige 16 juni 2019) - Längdhopp – 6,40 (Göteborg, Sverige 3 juni 2018) | Inomhus - 60 meter – 6,75 (Växjö, Sverige 22 februari 2020) - Längdhopp – 6,95 (Växjö, Sverige 3 februari 2018) - Tresteg – 13,61 (Växjö, Sverige 20 januari 2018) |